# 庞晓丽
庞晓丽（1955年—），汉族，中华人民共和国政治人物、第十一届全国政协委员。
担任青海省西宁市第十四中学特级教师。2008年，当选第十一届全国政协委员，代表中华全国总工会，分入第十八组。